# Adramittio
Adramittio (o Adramitto, o Adramitteo o Adramitta) è un'antica città portuale dell'Eolide, fondata agli inizi del VI secolo a.C.; corrispondente all'odierna Edremit, è posta nelle vicinanze del monte Ida, sulla costa asiatica dell'Egeo.
È citata negli Atti degli Apostoli (27,2). Vi aveva sede la diocesi di Adramittio.